# Fritz Pappenheim
Fritz Pappenheim (geboren 18. Mai 1902 in Köln; gestorben 31. Juli 1964 in Cambridge, Massachusetts) war ein US-amerikanischer Soziologe und Ökonom deutscher Herkunft.

## Leben
Pappenheim wurde 1928 bei Erwin von Beckerath an der Universität zu Köln promoviert. Ab 1930 war er stellvertretender Direktor der Volkshochschule in Frankfurt am Main. Nach der Machtübergabe an die Nationalsozialisten emigrierte er 1933 nach Spanien, wo er in Barcelona als freier Schriftsteller tätig war, und hielt sich zeitweise in Großbritannien auf, um für Zeitungen über den Spanischen Bürgerkrieg zu berichten. Nach dem Sieg der Franco-Truppen flüchtete er 1939 über die Pyrenäen nach Frankreich, wo er interniert wurde. 1941 konnte er in die USA emigrieren. Nach dreijähriger Dozententätigkeit ohne feste Anstellung in Cleveland lehrte er ab 1944 am Talladega College, einer privaten Hochschule in Alabama. Dort wurde er 1945 zum Professor für Ökonomie ernannt. 1952 wurde er im Zuge der Ereignisse der McCarthy-Ära entlassen. Fortan lebte er als freier Autor und Redner in Cambridge, Massachusetts. 1959 veröffentlichte Pappenheim sein The Alienation of Modern Man. An Interpretation based on Marx and Tönnies, das mehrfach neu aufgelegt und auch übersetzt wurde.
Pappenheim war verheiratet und wurde von seiner Ehefrau überlebt.

## Schriften (Auswahl)
- Aufriss einer Sozialgeschichte der Geldentwertungen in Frankreich bis John Law. Untersuchungen über die Einwirkung des Geldwertschwundes auf das Staatsgefühl und den sozialen Frieden. Frankfurt am Main 1930 (zugleich Dissertationsschrift, Universität zu Köln, 1928).
- The alienation of modern man. An interpretation based on Marx and Tönnies. Monthly Review Press, New York / London 1968 (zuerst 1959).